# 大连船舶重工集团

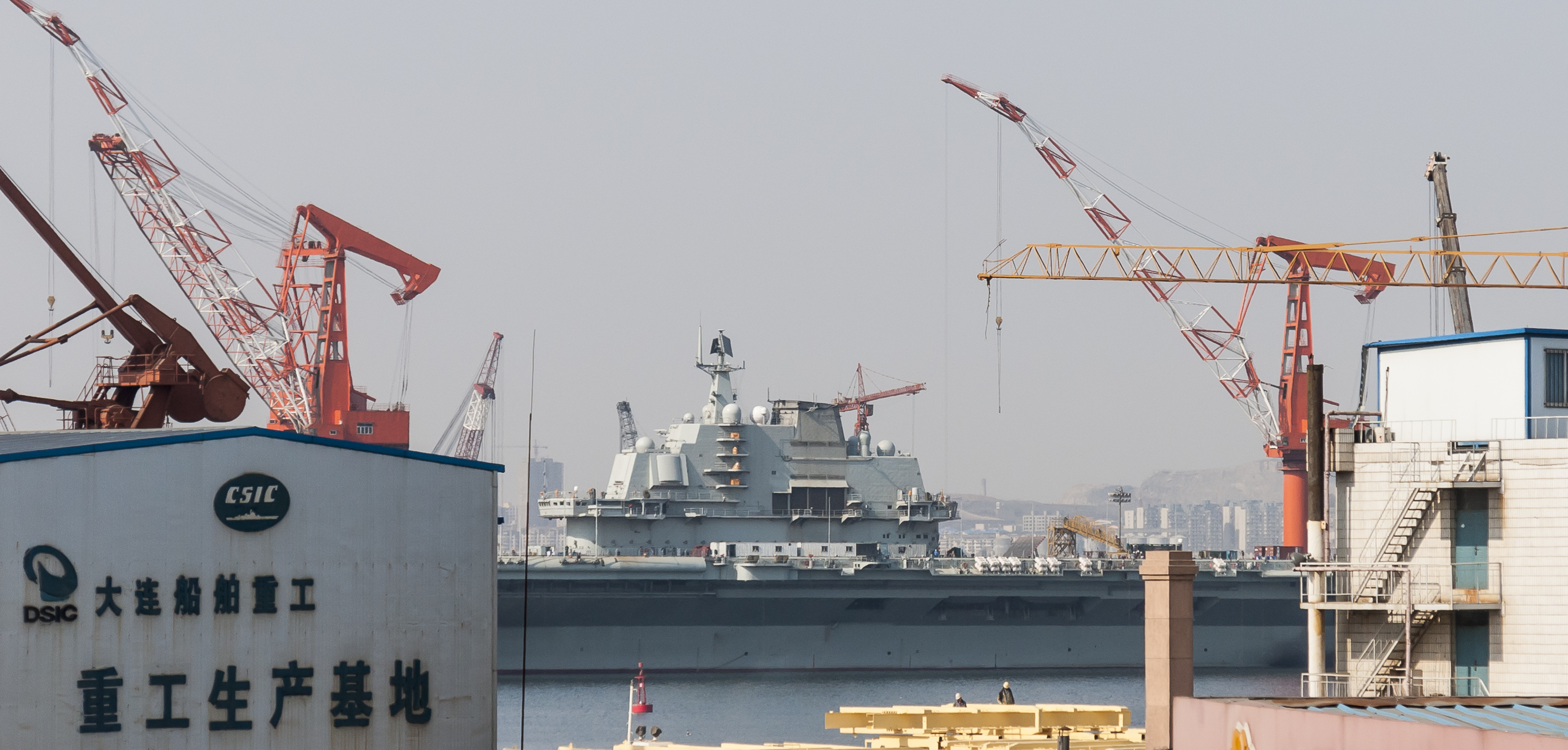
遼寧號航母與前景的大連船廠招牌

大连船舶重工集团有限公司（简称：大船重工）隶属于中国船舶重工集团控股的上市公司——中国船舶重工股份有限公司，其前身为1898年6月10日清朝时期成立的中东铁路公司轮船修理工场和中东铁路公司造船工场。大船重工是当前中国国内唯一有能力提供产品研发、设计、建造、维修、改装、拆解等全寿命周期服务的船舶企业集团，也是中国国内唯一汇聚军工、造船、海洋工程装备、修/拆船、重工等5种业务板块的装备制造企业集团。大船重工资产总额近1,000亿元，年销售收入超过200亿元，总占地面积近600万平方米，拥有员工8,000余人。

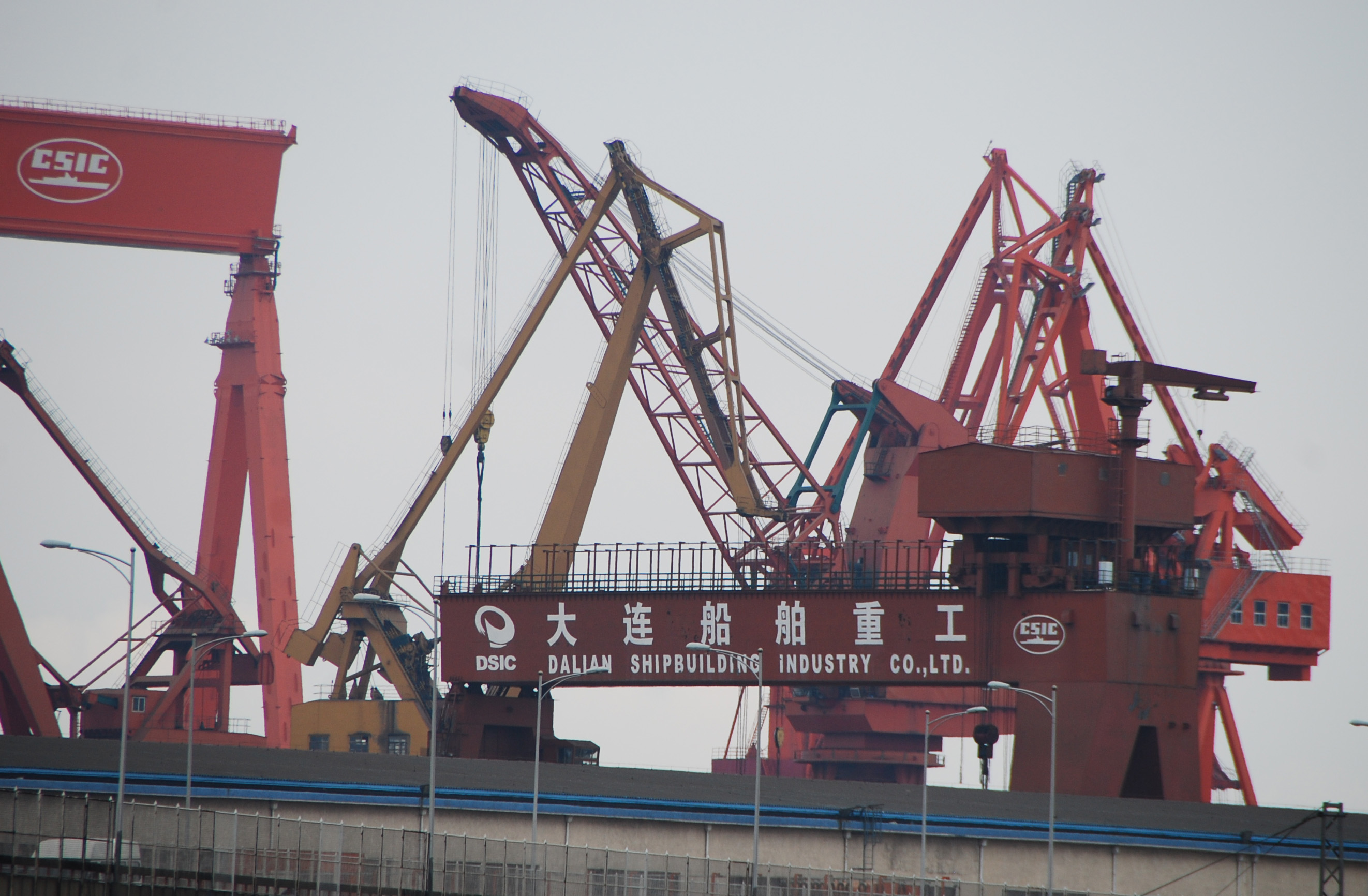
船塢國產龍門吊上的字樣

## 历史

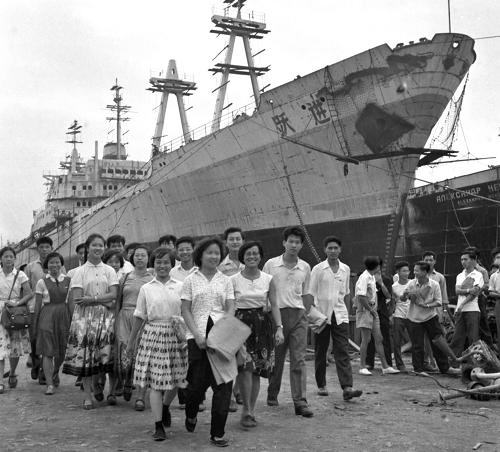
1958年归国华侨学生在大连造船厂参观正在制造的躍進號万吨巨轮

清朝至今该企业經過了俄国筹建统治、日本扩张侵占、苏军解放接管、中苏合资经营等不同时期。
最初清政府耗费139.35万两白银建成旅顺工场，号称东亚第一大船坞，員工近千人，铺设的自来水管道是中国最早的自来水设施。
1902年末，沙俄完成第1期建设工程投入生产的大连船厂，耗资198.7万卢布。工厂占地面积3.1万露坪，建有3,000吨级船坞和栈桥码头各1座，厂房、仓库等建筑物28栋，以及水电设施。4个生产车间，有长期员工495人。配套工程中央发电所是当时大连地区唯一的发电所，3台机组总装机容量为750千瓦/时。
日俄战爭后1908年，川崎造船所从“满铁”租借大连船厂。1923年4月，“满铁”经营大连船厂和旅顺船厂。1937年抗日战争爆发后，日本政府制定了《战时造船计划方策案》，到1945年8月日本投降前，曾对大连船厂进行3次扩建。占地4.43万坪，5个事务所，12个工场下设50多个职场或系，员工5,000余人；有4,000吨级以下造船台3座，5,000和8,000吨级船坞各1座，另有1座“引扬船坞”和栈桥码头；厂房和其它大小建筑物共142栋；机械起重、运输、锻冶等各种机电设备680余台。总资本金为4,155万日元。年造船能力2万吨，修船10余万吨，制造车辆近1,000辆。年生产总值约为2,000万日元。
1945年8月，苏军接管了大连船厂和旅顺船厂。同年10月大连船厂恢复生产时，厂房和设备破损严重，缺少技术人才。1950年6月成立中苏造船公司。1955年1月1日，苏方股份无偿移交中国，改称国营大连造船公司。要求迅速改变以修船为主的局面，早日建成中国北方造船工业基地。1955年12月，国务院以（55）国发亥字137号文批准将大连造船公司扩建为建造远洋船舶船厂的方案，并列入第一个五年计划期间国家重点建设项目。1960年末第1次技术改造工程基本完成，有万吨级船台2座，舾装码头等，具备了建造万吨级船舶的能力。
1957年6月1日，工厂更名为“大连造船厂”。第一台國產6ESD60/106型3,000马力船用低速柴油机1957年 研發成功，中國至此拥有了自造主機不必全部依賴進口的能力。
1962年，建成交工由苏联转让制造的“567”型万吨级远洋货轮“跃进”号，标志着大连船舶工业工艺技术的实现重大突破。该船采用“三岛式”建造工艺，创造了58天船台周期的先进纪录。交工前经国家验收委员会检验证明：船体结构装配准确，外形光顺美观，焊接质量优良，主要尺度精确，主机、轴系安装全部符合规范要求。
此後經歷的數十年間完成了各型軍艦的建造，成為了中國軍工不可或缺的主力工廠。
1984年7月1日，大连船用柴油机厂、大连船用阀门厂、大连船用推进器厂从大连造船厂整体划出，独立经营。1990年8月18日，按上级要求，大连造船厂新老两区进行了分建，大连造船新厂正式成立。2000年8月18日，大连造船新厂改制为大连新船重工有限责任公司。2002年4月29日，大连造船厂改制为大连造船重工有限责任公司。2005年12月9日，根据国防科工委、国务院国资委和中船重工集团的决定，大连造船重工有限责任公司和大连新船重工有限责任公司，以“资源共享、优势互补、降本增效、做强做大”方针整合重组为大连船舶重工集团有限公司。，2005年底改為大连造船厂集团有限公司納入中國船舶重工體系。至今年造船能力已經逼近1,000万吨。
2003至2005年間，老廠區對出的避風塘進行局部填海，建造老廠區第五個船塢，亦是第一個供大型船隻修建之用的船塢。
2009年，位於新廠區以南的一個貨運碼頭改建成為該區的的第四個船塢，而遼寧號航母的改裝工作亦由老廠區第五個船塢的艤裝碼頭，改於新廠第四個船塢內進行。及後，山東號亦在此建造。
2012及2019年，中國首兩艘航空母艦遼寧號（由前蘇聯航母續建而成）及山東號先後在大連造船廠完工，並交付海軍。